# Everything's On TV
Everything's On TV är en singelskiva med rockbandet The Hellacopters. Singellåten kommer från albumet Rock & Roll Is Dead och är som spår nummer 2. Singeln innehåller också låtarna It might mean something to you och 1995. Låten 1995 är ett livespår och låten har faktiskt haft en egen singel som släpptes 1995.